# یو خنپور
یو خنپور (به انگلیسی: U Khanapur) یک منطقهٔ مسکونی در هند است که در کارناتاکا واقع شده‌است.

## خصوصیات
یو خنپور ۶٬۵۷۱ نفر جمعیت دارد.